# Farre (Gmina Vejle)
Farre – miasto w Danii, w regionie Dania Południowa, w gminie Vejle.